# Alvarinho

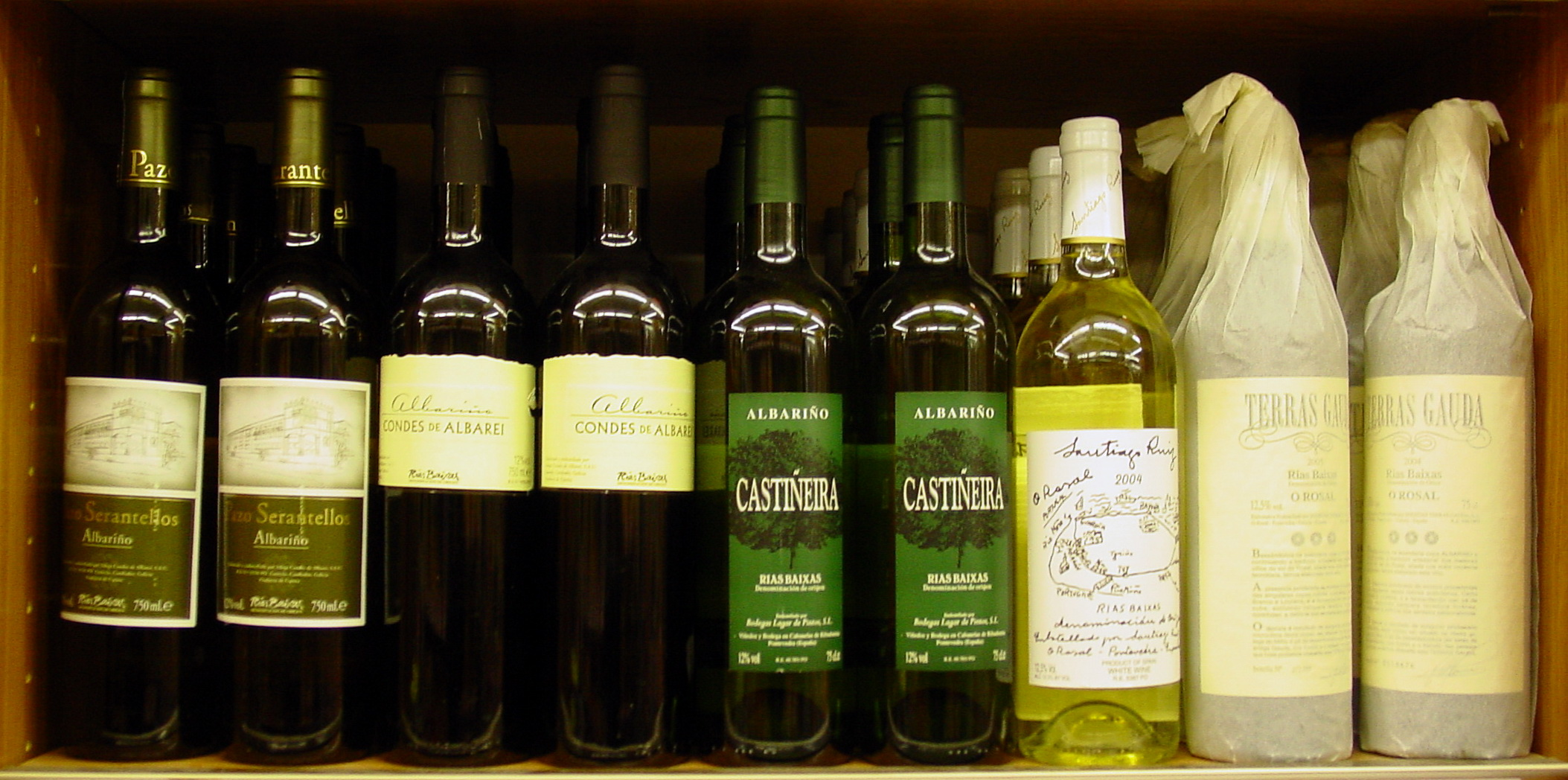
Bouteilles de vin de dénomination Rías Baixas utilisant en grande partie le cépage Albariño.

L'alvarinho en portugais, ou albariño en galicien, est une variété de cépage blanc de Galice (nord-ouest de l'Espagne, région Rias Baixas) et du nord du Portugal (région du Vinho verde) qui est utilisée pour faire du vin blanc.
Petites grappes apportant une bonne acidité et une bonne résistance à certaines maladies due à sa pellicule (peau) très épaisse.

## Caractéristiques
Ce cépage produit des vins de très bonne qualité. Précoce au débourrement et à la maturation, il est très sensible aux forts refroidissements printaniers et aux amplitudes thermiques diurnes trop importantes.

## Synonymes
Ce cépage est aussi connu sous les noms de : Alvariño, Albariña, Albarinyo, Alvarin blanc, Alvarinha, Azal blanc, Cainho blanc, Galego et Galeguinho.